# Gary Lising
Gary Lising (1952 – Pasig, 31 mei 2019) was een Filipijns acteur en komediant.

## Biografie
Gary Lising werd in 1952 geboren en groeide op in Baguio. Hij studeerde vanaf 1961 Economie aan de Ateneo de Manila University. Al tijdens zijn studie trad op op als komediant. Samen met medestudent Jun Urbano, die later bekend zou worden met zijn alter ego Mr. Shooli. gaf hij Campus Concerts, live komedieshows. Na zijn studie was hij korte tijd verkoper van encyclopedieën. Nadat hij wegens hoge verkoopcijfers als beloning een training mocht volgen in New York reageerde hij tijdens zijn verblijf daar op een advertentie voor een komedieschrijver voor de The Tonight Show with Johnny Carson. Na een interview met Jerry Lewis werd Lising aangenomen en werkte hij enige tijd in de pool van schrijvers die de grappen voor deze show schreven. Nadien woonde en werkte hij nog 17 jaar in de VS. Hij trad op als standupcomedian en was ook een van de schrijvers van de Amerikaanse komiek Bob Hope. 
Na terugkeer in de Filipijnen was Lising manager van de Music Making Company en speelde hij rollen in diverse films. Het meeste bekend werd Lising echter door zijn deelname aan de populaire komedietelevisieshow uit de jaren 80 genaamd Champoy waarin hij samen met onder meer Atenistas Subas Herrero en Noel Trinidad te zien was op RPN-9 van 1980 tot 1985. Daarnaast was hij actief als acteur. Zo speelde hij in onder meer Vontes V  (1977), Wander Woman si ako! (1980) en Stepanio (1982). In de jaren '90 speelde hij nog in films als Run Barbi Run (1995) en Alyas Boy Tigas (1998). 
Met zijn verdiensten startte hij ook enkele winkels, waaronder een winkel met grappen en sekstoys in Robinson’s Galleria in Quezon City. Lising stond ook bekend om zijn grappen over zijn goede vriend, acteur Joseph Estrada (Erap). Diverse van die grappen werd gebundeld in de 17 komedieboeken die hij uitbracht, waaronder Golf, Erap and Other 4-Letter Words, Marcos In Red, Cory In Yellow, Ramos In Blue, Erap In Peach, Gloria In Excelsis, Cory Nary Attack, Everything you wanted to know about sex but were afraid to ask your children en Confessions of a D.O.M (Delightful Old Man).
Lising overleed in 2019 op 77-jarige leeftijd in zijn appartement in Pasig, nadat hij eerder al in 2009 werd getroffen door een hartaanval en in 2012 meerdere keren moest worden gedotterd. Hij was enige tijd getrouwd met Laura Lopez, een dochter van Salvador Lopez. Na hun scheiding trouwde hij met Maris Paredes, een zangeres van de Music Making Company, waarvan Lising de manager was. Samen kregen zij een zoon. Ook dit tweede huwelijk duurde niet lang.